# Heiko Lippmann
Heiko Lippmann (* 1966 in Chemnitz) ist ein deutscher Musiker, Dirigent, Komponist und Arrangeur mit Schwerpunkt auf Musicalproduktionen. Seit 2017 ist er musikalischer Leiter der Freilichtspiele Schwäbisch Hall.

## Biografie
Heiko Lippmann erhielt bereits in seiner Schulzeit eine musikalische Ausbildung und erlernte das Horn und Klavier. Er sang im Chor und sammelte erste Erfahrungen als Dirigent, als er unerwartet für eine Chorleiterin einsprang.
Nach dem Abitur im Jahr 1983 begann er ein Studium des Orchesterdirigierens an der Hochschule für Musik Carl Maria von Weber in Dresden, das er 1989 erfolgreich abschloss. Schon während seines Studiums war er als Solorepetitor, Chordirektor und Dirigent an den Bühnen der Stadt Gera tätig.
Seine Karriere im Musicalbereich begann 1992 mit einer Anstellung als Dirigent für Das Phantom der Oper in Hamburg. 1995 wurde er musikalischer Direktor der Produktion und arbeitete bis 1997 am Theater Neue Flora. Im Jahr 1999 wechselte er nach Berlin, wo er die Weltpremiere von Disneys Der Glöckner von Notre Dame als musikalischer Leiter betreute. In den folgenden Jahren war er für weitere große Musicalproduktionen verantwortlich, darunter Cats, Aida und Jekyll & Hyde.
Von 2011 bis 2016 war Lippmann musikalischer Leiter der Gandersheimer Domfestspiele, wo er auch für mehrere Uraufführungen komponierte und arrangierte. Seit 2017 leitet er die musikalischen Produktionen der Freilichtspiele Schwäbisch Hall, darunter West Side Story, Hairspray und Jedermann.

## Musikalische Leitung (Auswahl)
- West Side Story (2025, Freilichtspiele Schwäbisch Hall)[4]
- Jedermann (2025, Freilichtspiele Schwäbisch Hall)[5]
- Hairspray (2024, Freilichtspiele Schwäbisch Hall)[6]
- Männer (2021, Stadttheater Heilbronn)[7]
- Aida (2019, Freilichtspiele Schwäbisch Hall)[8]
- Saturday Night Fever (2018, Freilichtspiele Schwäbisch Hall)[9]
- Die Dreigroschenoper (2019, Stadttheater Heilbronn)[10]
- Hairspray (2018, Theaterhaus Stuttgart)[11]
- Zwei hoffnungslos verdorbene Schurken (2018, Stadttheater Heilbronn)[12]
- The Rocky Horror Show (2016, Stadttheater Heilbronn)
- Kiss Me, Kate (2015, Stadttheater Schaffhausen)
- Sunset Boulevard (2014, Stadttheater Fürth)[13]
- Jekyll & Hyde (2010, Stadttheater Fürth)
- Cats (2004, Capitol Theater)[14]
- Der Glöckner von Notre Dame (1999, Stella Musical Theater Berlin)
- Das Phantom der Oper (1995, Theater Neue Flora)

## Konzerte (Auswahl)
- Kulturjubiläumsfest 2025 Schwäbisch Hall (Außenbühne Neues Globe)[15]
- Empfang zum 90. Geburtstag von Reinhold Würth (2025, Hospitalkirche Schwäbisch Hall), mit Amani Robinson (Gesang) und Andrea Matthias Pagani (Gesang)[16]